# 津山市
津山市（日语：／ Tsuyama shi */?）是位於日本岡山縣北部的城市，為岡山縣第三大城，也是美作地方和津山都市圈的主要都市。
主要市區位於津山盆地內吉井川沿岸的平原區域，北部屬於中國山地，為1,000公尺至1,200公尺的山區，南部屬於吉備高原，整個東半部被日本政府列為豪雪地帶。

## 人口
| 津山市人口分布圖 |                                               |  |
| 津山市與日本全國年齡別人口分布比較圖 （2005年資料） | 津山市的年齡、男女別人口分布圖 （2005年資料） |  |
| ■紫色是津山市 ■綠色是全国 | ■藍色是男性 ■紅色是女性                       |  |
| 津山市人口變化 \| 1970年 \| 101,015人 \| \| \| 1975年 \| 103,527人 \| \| \| 1980年 \| 106,684人 \| \| \| 1985年 \| 110,542人 \| \| \| 1990年 \| 112,386人 \| \| \| 1995年 \| 113,617人 \| \| \| 2000年 \| 111,499人 \| \| \| 2005年 \| 110,569人 \| \| \| 2010年 \| 106,788人 \| \| \| 2015年 \| 103,746人 \| \| \| 2020年 \| 99,937人 \| \| |                                               |  |
| 資料來源：日本總務省統計中心提供之人口普查數據 |                                               |  |
| 1970年 | 101,015人                                     |  |
| 1975年 | 103,527人                                     |  |
| 1980年 | 106,684人                                     |  |
| 1985年 | 110,542人                                     |  |
| 1990年 | 112,386人                                     |  |
| 1995年 | 113,617人                                     |  |
| 2000年 | 111,499人                                     |  |
| 2005年 | 110,569人                                     |  |
| 2010年 | 106,788人                                     |  |
| 2015年 | 103,746人                                     |  |
| 2020年 | 99,937人                                      |  |

## 歷史

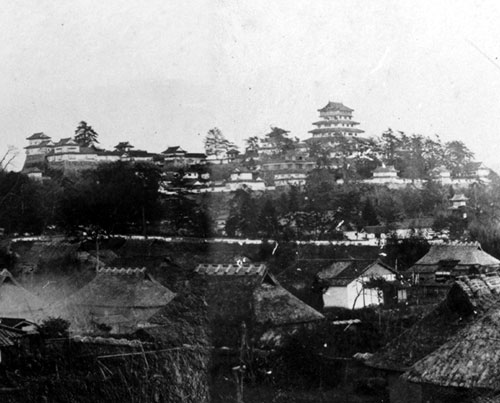
約1872年或1873年的津山城

過去在令制國時代最初屬於吉備國，吉井川以北及加茂川以西的區域屬於苫田郡，吉井川以南屬於久米郡，加茂川以東則屬於勝田郡；7世紀時吉備國被分割後屬於備前國，在8世紀時又從備前國分出另劃設為美作國後，吉井川北側現在的市中心區域成為美作國的國府所在地。
15世紀時，成為美作國守護的山名教清在此修建了津山城，但山名氏於此地勢力衰退後，津山城一度遭到廢棄；16世紀末，曾隨著整個美作國先後成為岡山藩主宇喜多秀家和小早川秀秋的領地。1602年小早川秀秋過世後，由森可成之子森忠政領有整個美作國，便重新修築津山城，成為津山藩的政治中心，此地也以津山藩的城下町發展。
1697年森氏遭到改封，隔年由越前松平家的松平宣富入主津山藩直到19世紀江戶時代結束。
1871年實施廢藩置縣後，原屬津山藩的領地最初被改設為津山縣，同年美作國內全部地區被整併為北條縣，縣廳也設於津山城內，但在1876年即被併入岡山縣。
1889年日本實施町村制，在原本的津山城下町設立津山町和津山東町，而現在的津山市轄區在當時還包括周邊的33個村級行政區劃；津山東町很快地在1900年就併入津山町，1929年津山町、二宮村、院村、西苫田村、福岡村與由原本的林田村改制而成的津山東町合併為津山市。
此後在1940年代至1950年代期間，周邊的東苫田村、高野村、一宮村、田邑村、神庭村、高倉村、高田村、大崎村、河邊村、廣野村、瀧尾村、勝加茂村都被併入津山市；同時期在東北側和西側區域的行政區劃則分別被整併為加茂町、勝北町和久米町。
加茂町、勝北町、久米町和始終未曾被整併過的阿波村在2005年也被併入津山市。

## 交通

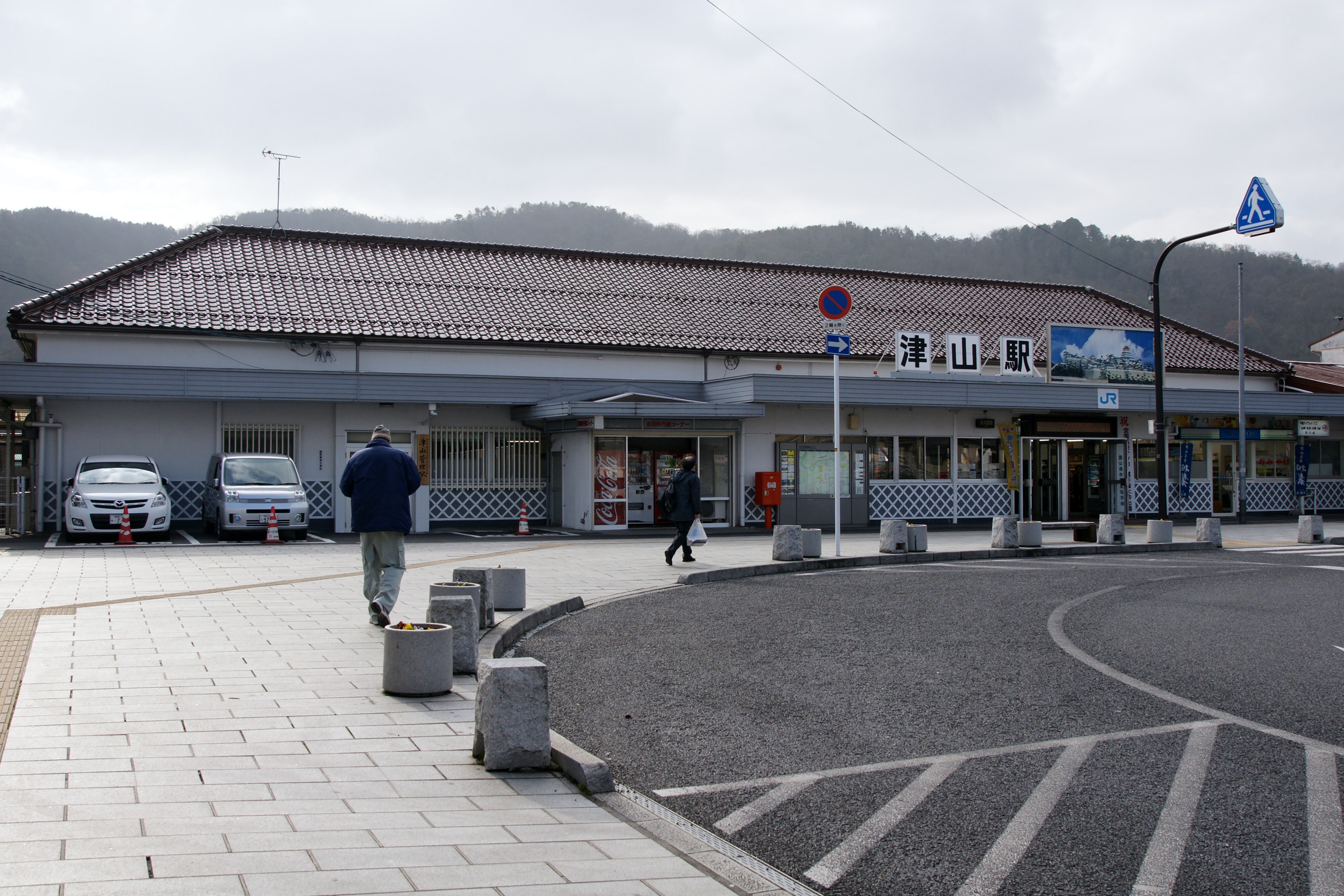
津山車站

位於市中心南側的津山車站是西日本旅客鐵道的姬新線、因美線、津山線三條鐵路的交會車站，往南約一小時可以抵達岡山車站，往東約兩小時可以抵達姬路車站。
高速公路中國自動車道則是以東西向自市區北側通過，在市區東側設有津山交流道。但自津山市要利用公路往南前往岡山市主要是使用國道53號。
市區內的客運路線主要由中鐵巴士旗下的中鐵北部巴士經營，也有部分偏遠區域的路線分別由加茂觀光巴士，或是社區巴士河童巴士、朝日櫻桃巴士、柵原星的故鄉巴士、大空巴士、美作市營巴士。

### 鐵路
- 西日本旅客鐵道
  - 姬新線：（←勝央町） - 美作大崎車站 - 東津山車站 - 津山車站 - 院車站 - 美作千代車站 - 坪井車站 - （真庭市→）
  - 因美線：（←智頭町） - 美作河井車站 - 知和車站 - 美作加茂車站 - 三浦車站 - 美作瀧尾車站 - 高野車站 - 東津山車站
  - 津山線：（←美咲町） - 佐良山車站 - 津山口車站 - 津山車站

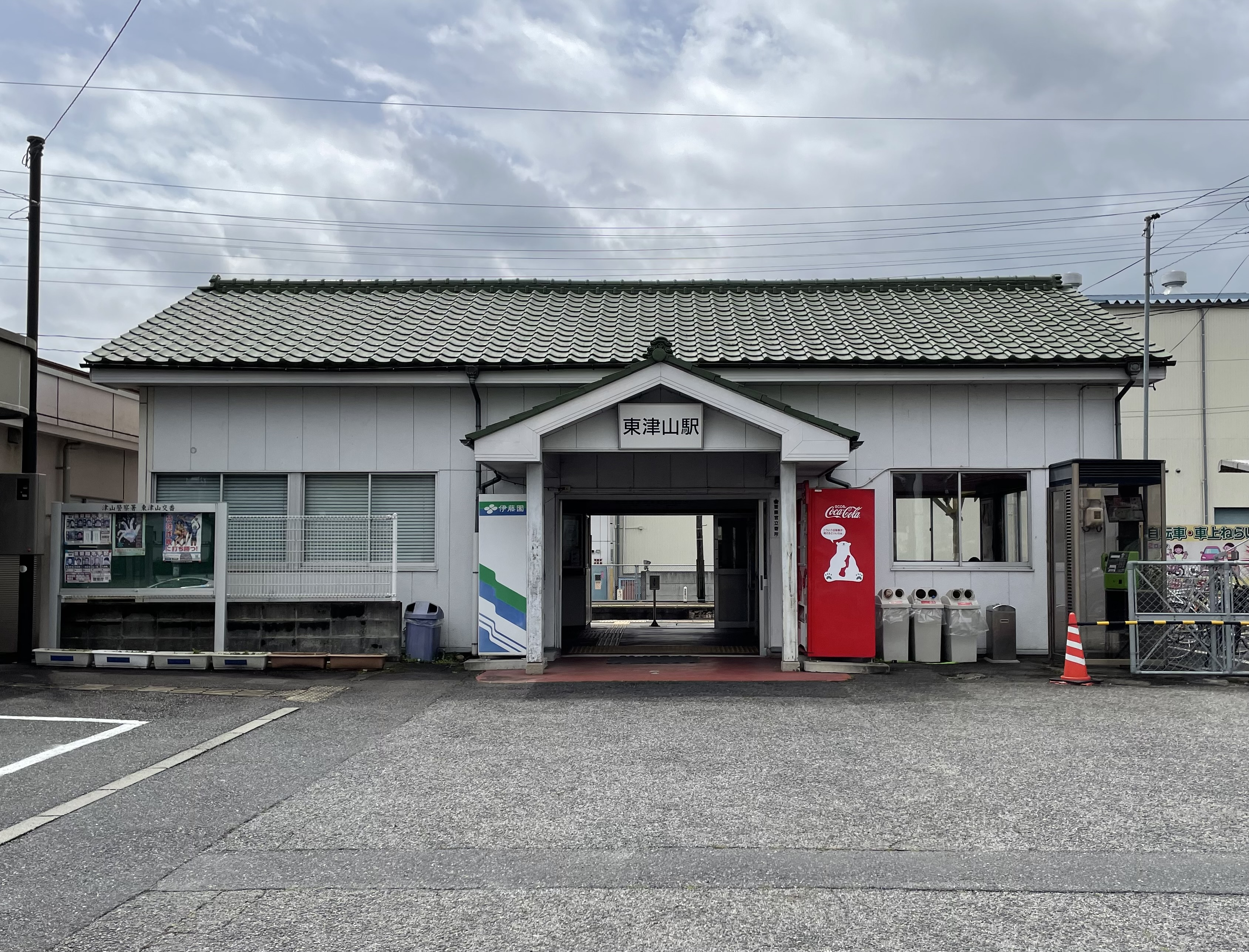
東津山車站
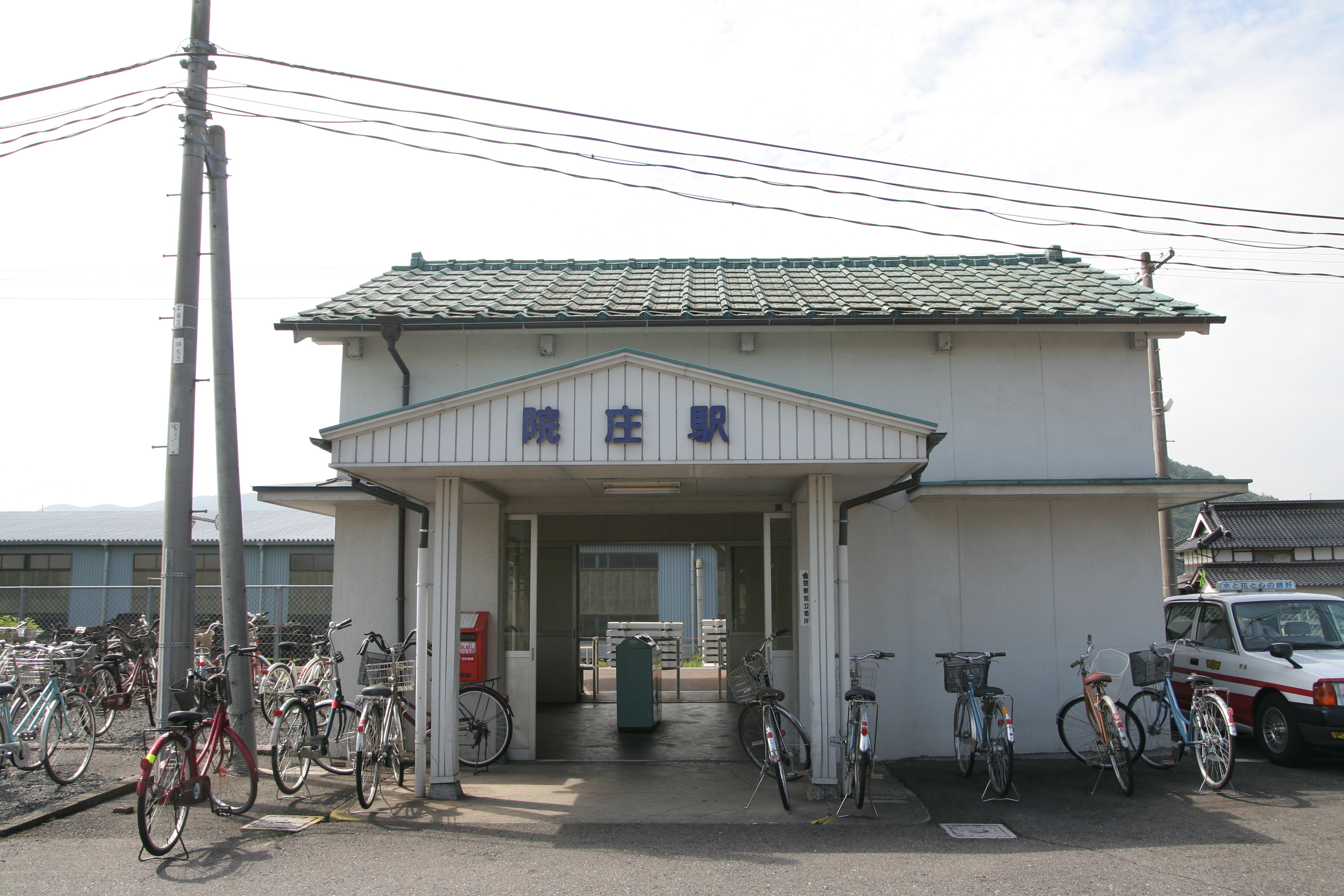
院車站
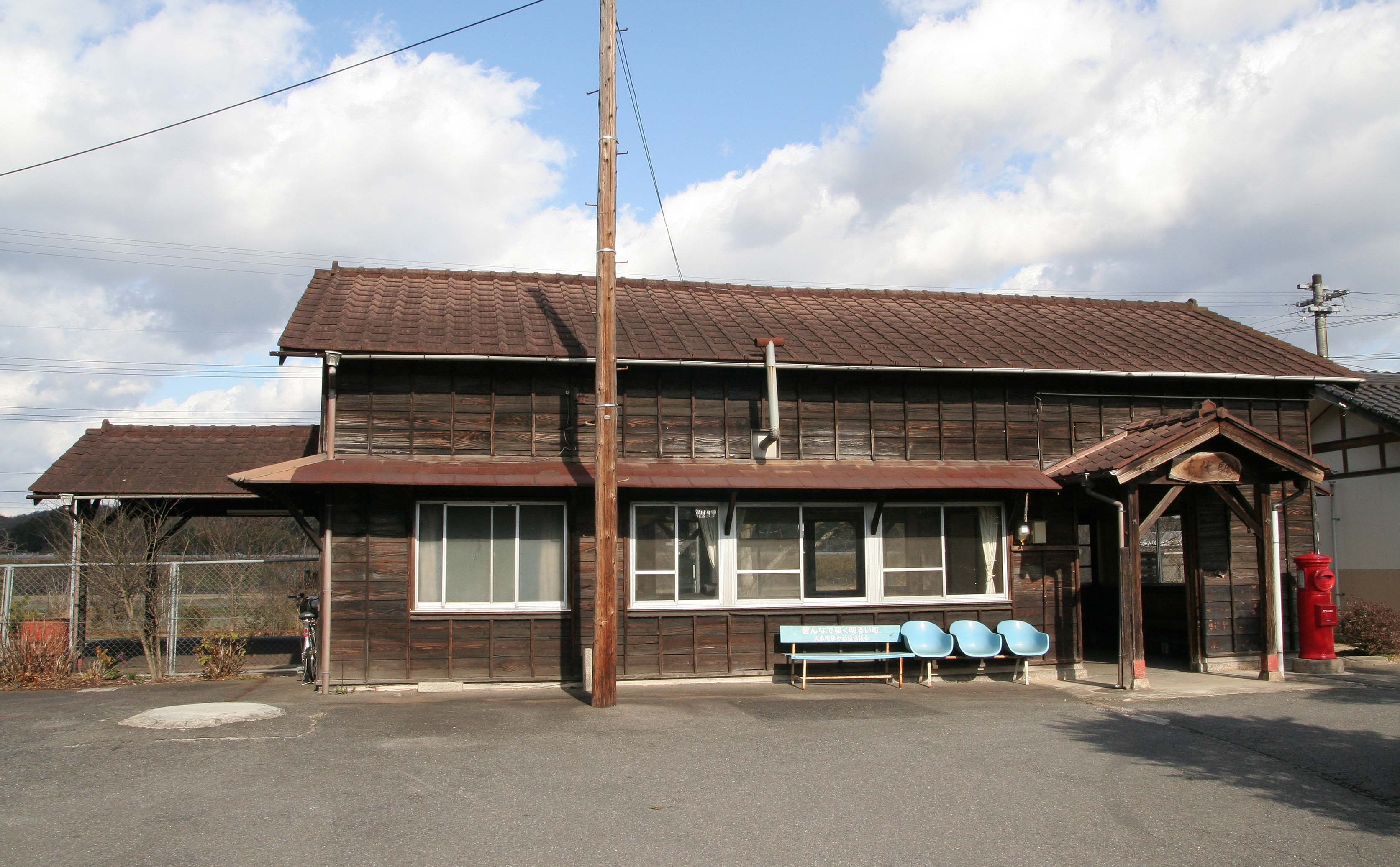
美作千代車站
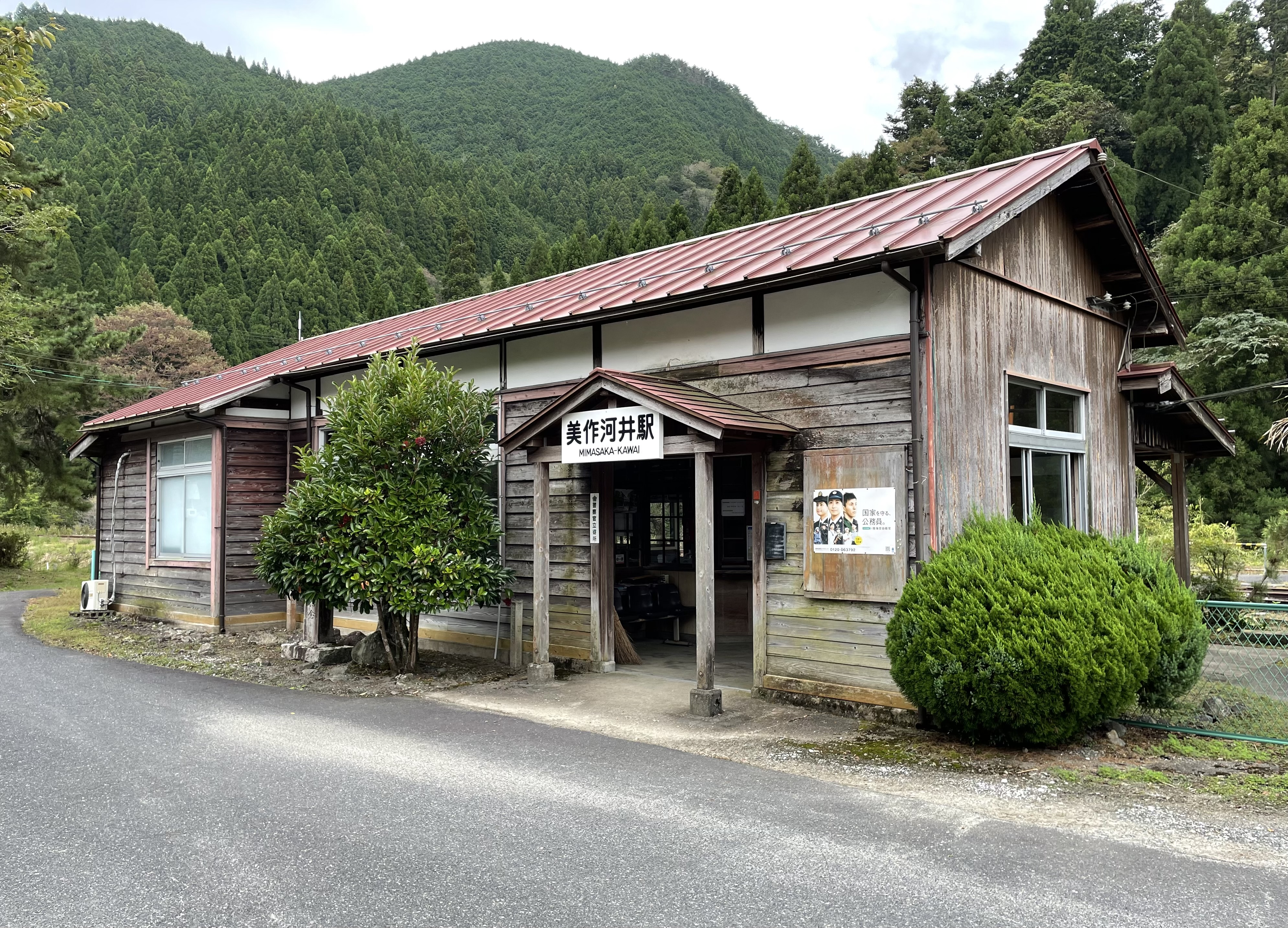
美作河井車站
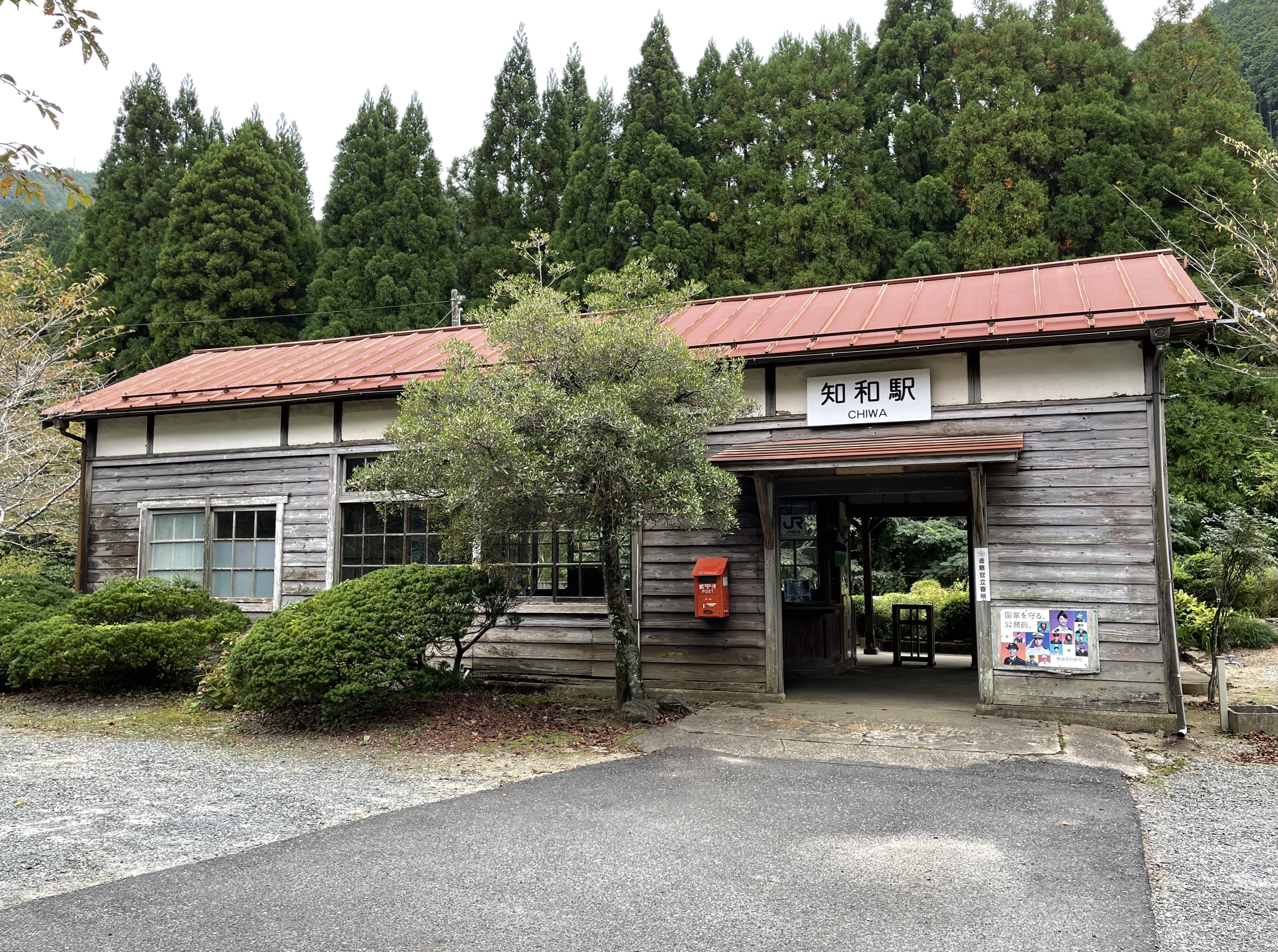
知和車站
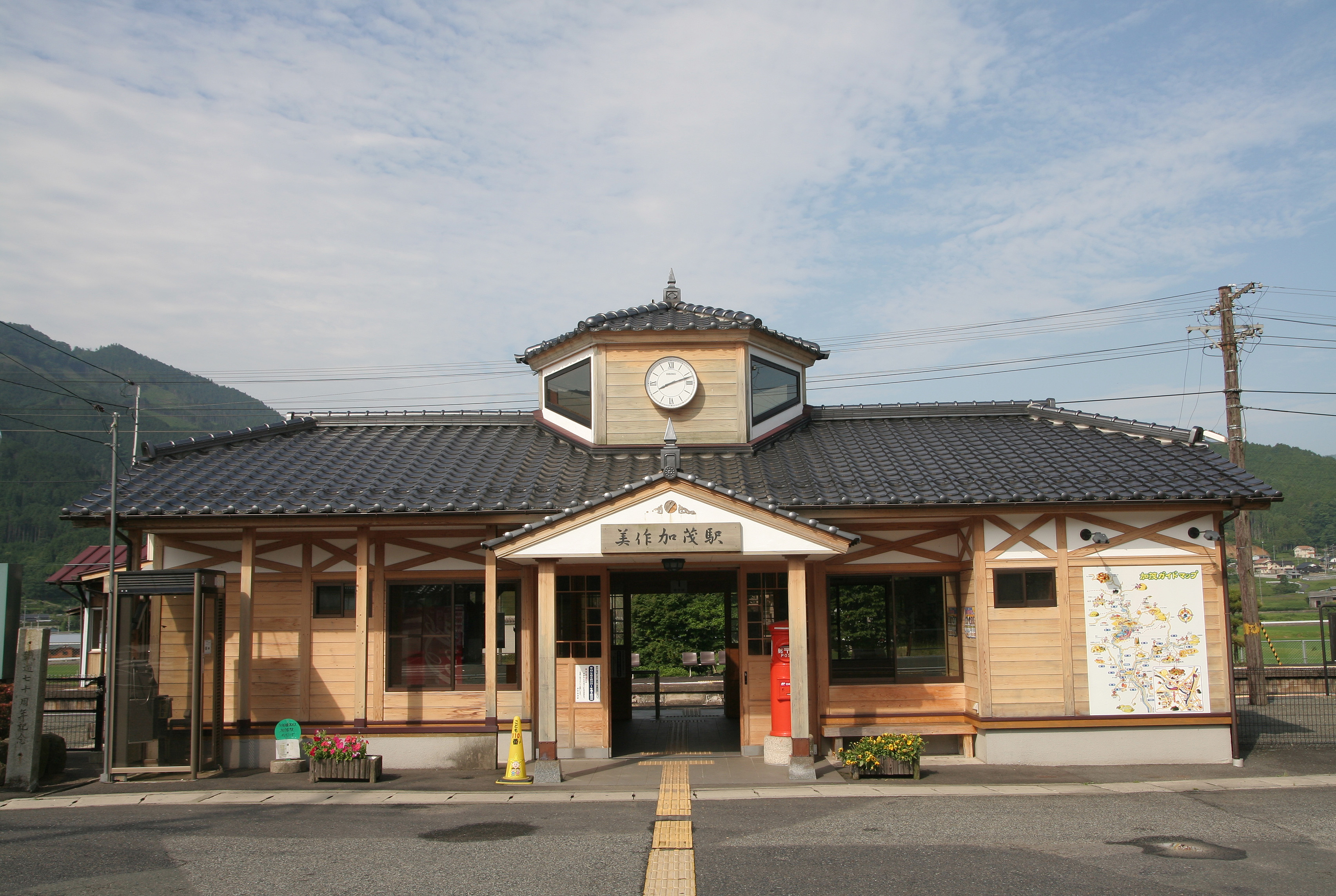
美作加茂車站
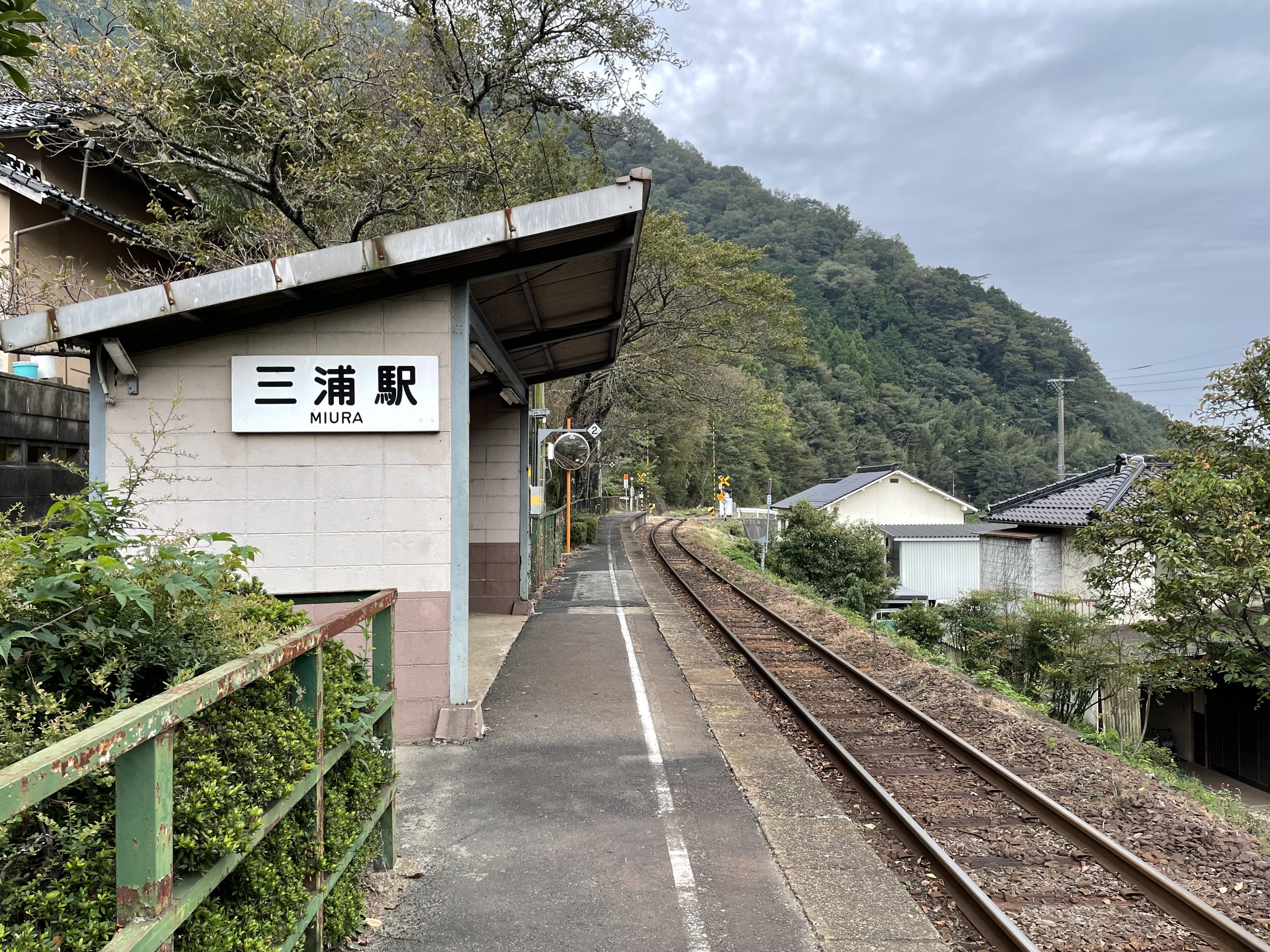
三浦車站
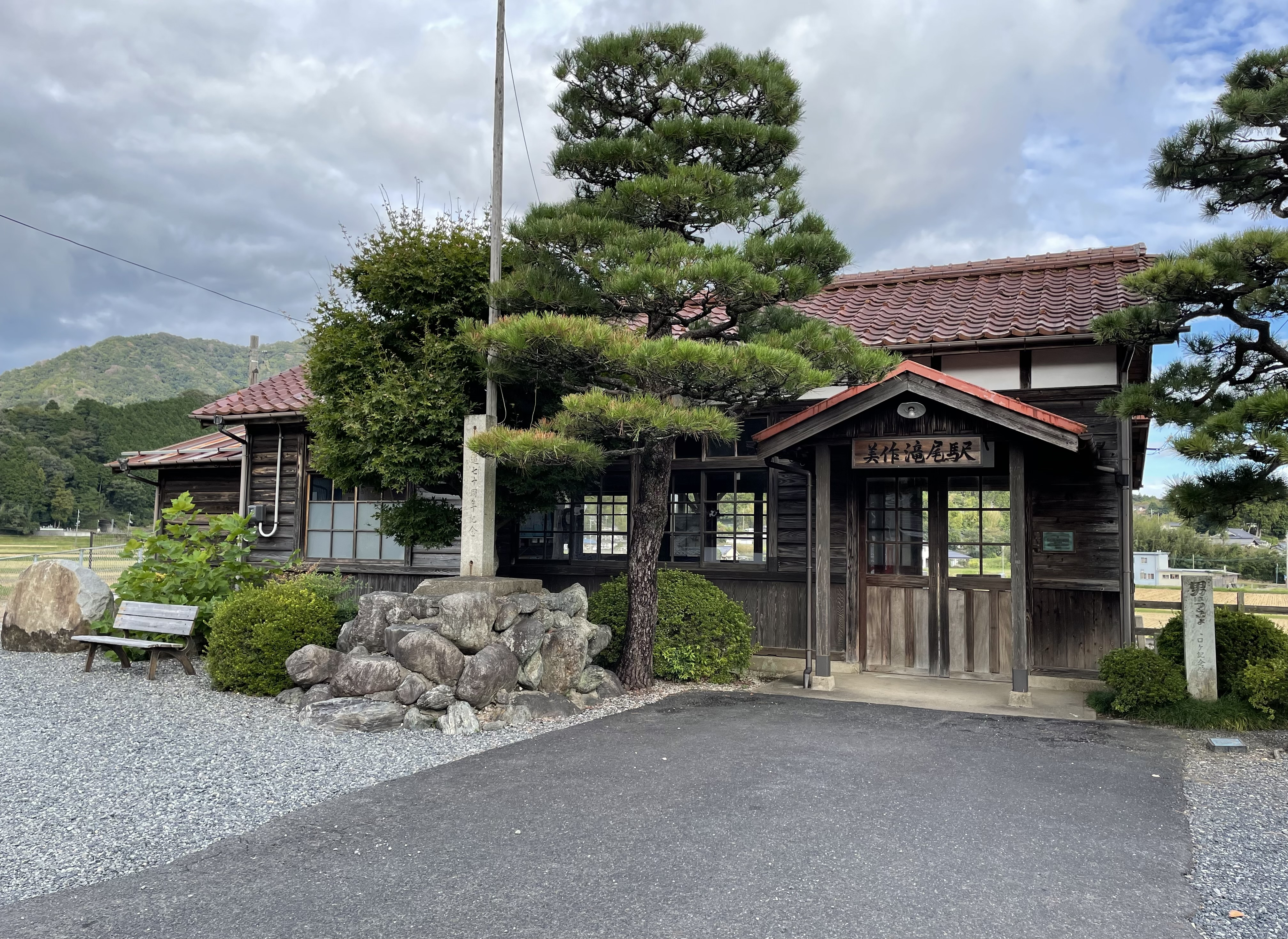
美作瀧尾車站
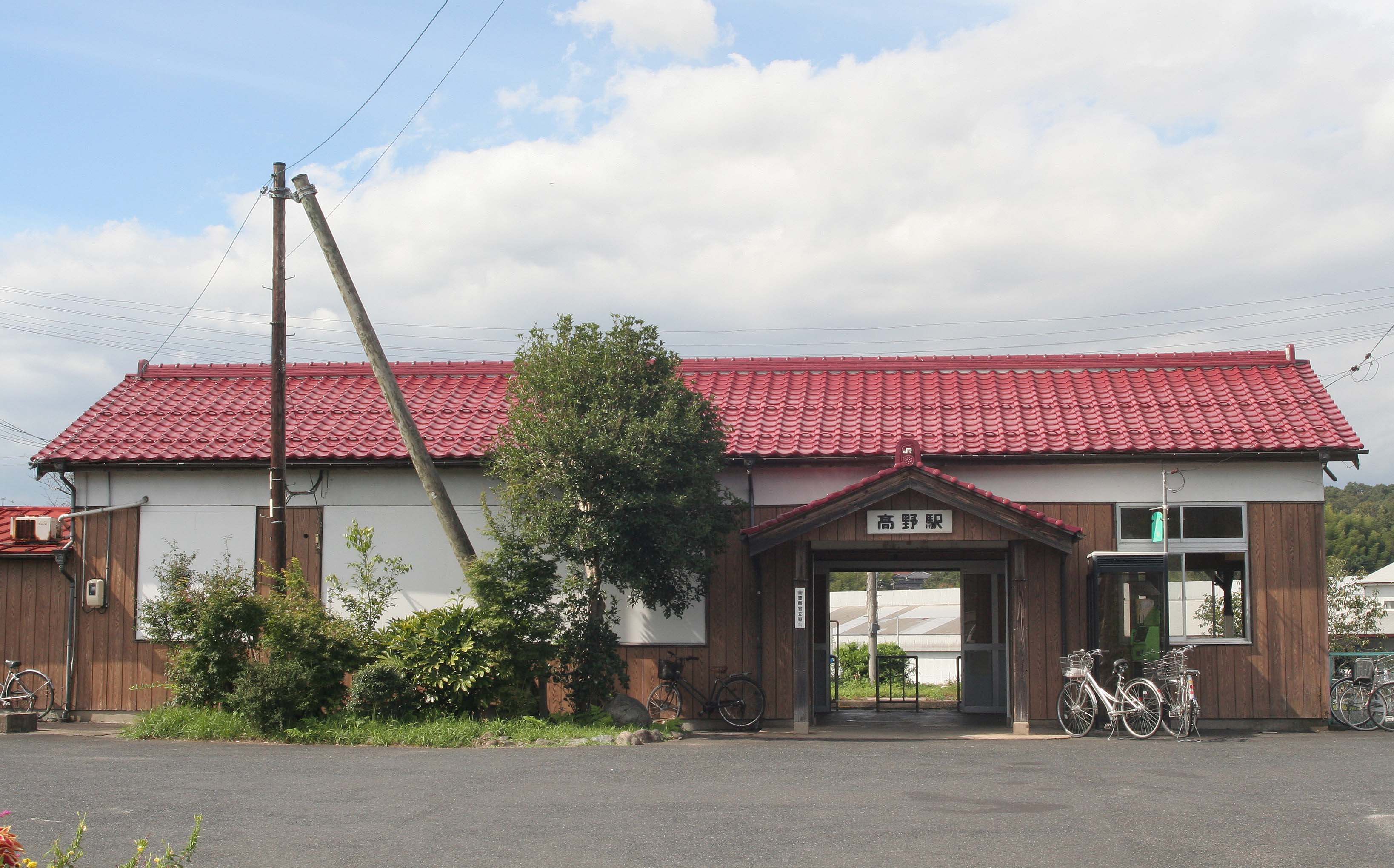
高野車站

### 道路
高速道路
- 中國自動車道：（勝央町） - 津山交流道 - 二宮休息區（日语：二宮パーキングエリア） - 院庄交流道 - （真庭市）

## 觀光資源
位於市區中的津山城雖然天守等建築在19世紀末已被拆除，但整個城區的石垣及建築基礎仍被保存下來，現在被列入日本100名城；而整個區域現在也規畫為鶴山公園，其內栽種了大量的櫻花，現也成為岡山縣內著名的賞櫻景點，也被列入日本櫻名所100選。
市區北側的眾樂園是過去在17世紀由津山藩藩主森長繼參照京都的仙洞御所所建，後來也成為津山藩藩主的招待場所；目前免費對外開放。
在津山城東南側的城東城鎮景觀保存地區過去為城下町的商業區域，目前仍有大量19世紀時的建築被完整保留下來，在2013年被列入重要傳統的建造物群保存地區。

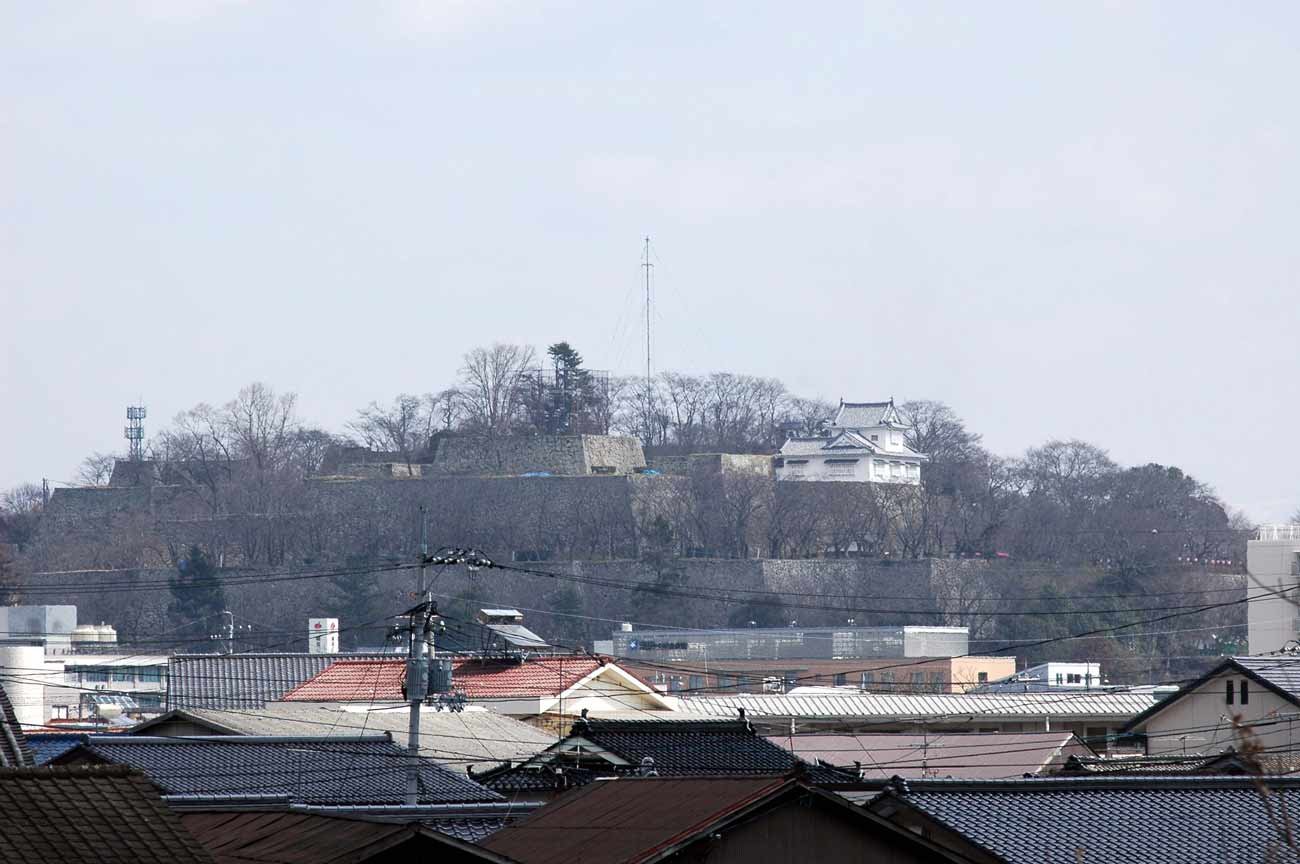
津山城遺址遠景
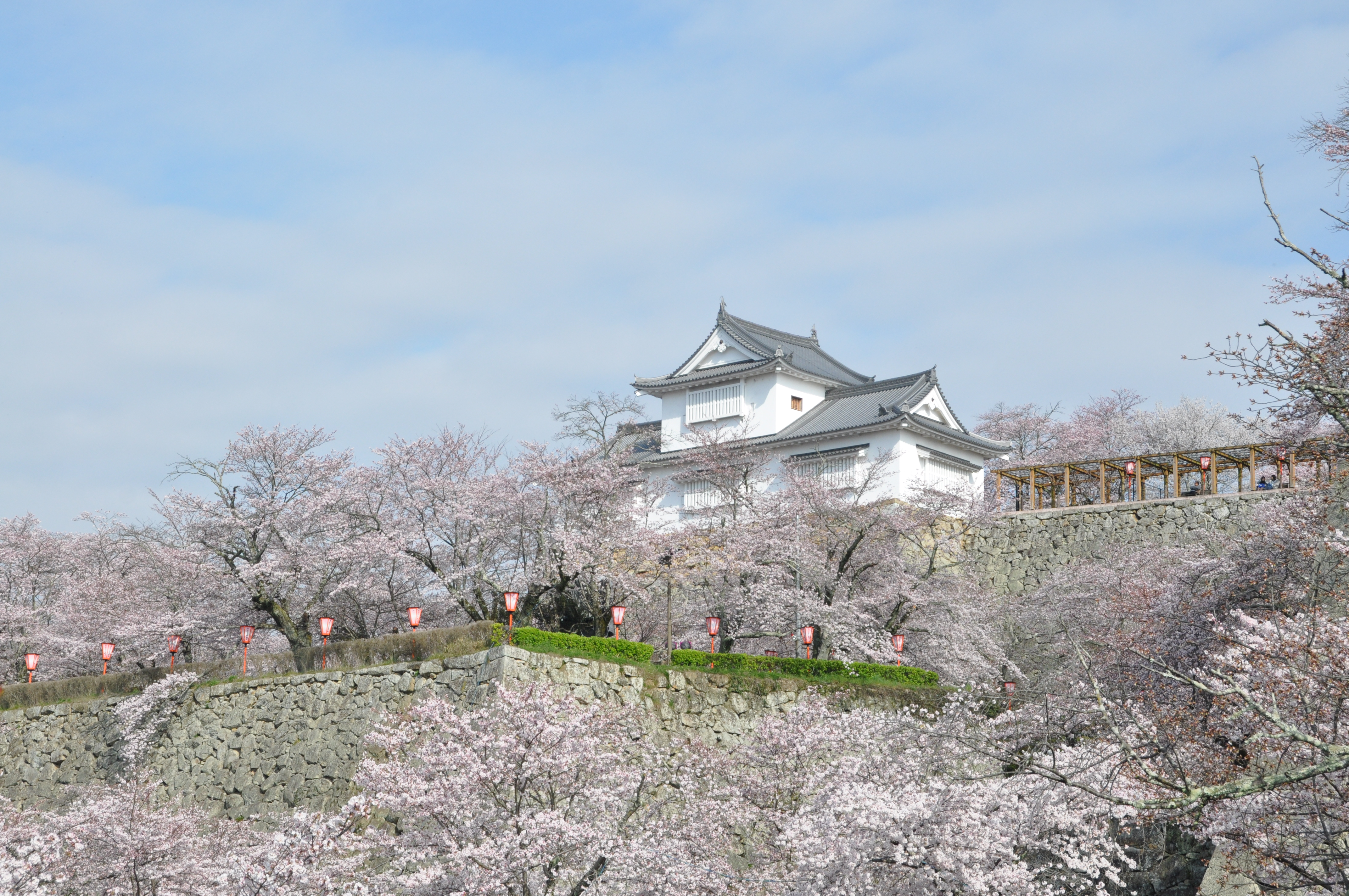
櫻花盛開的鶴山公園
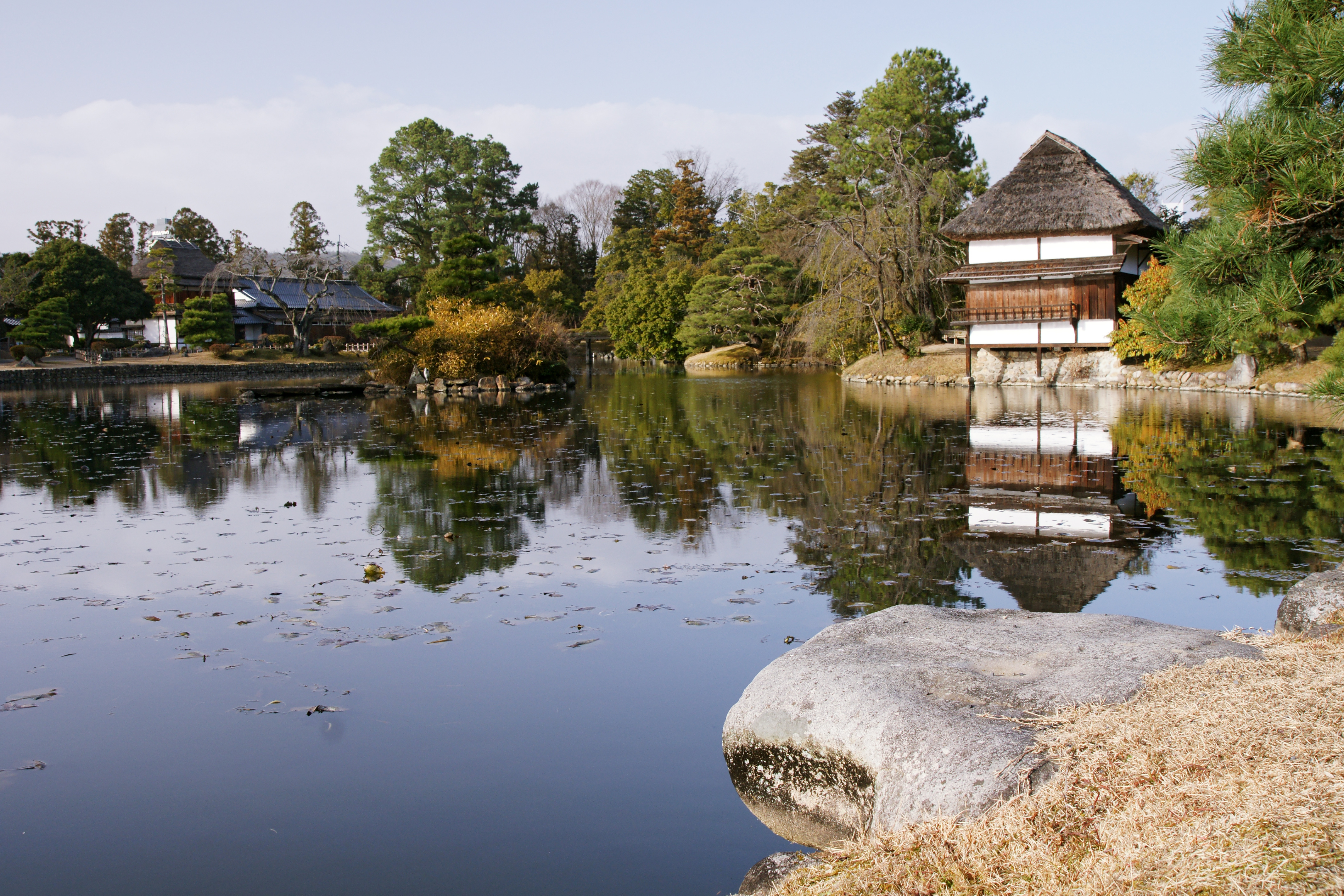
眾樂園
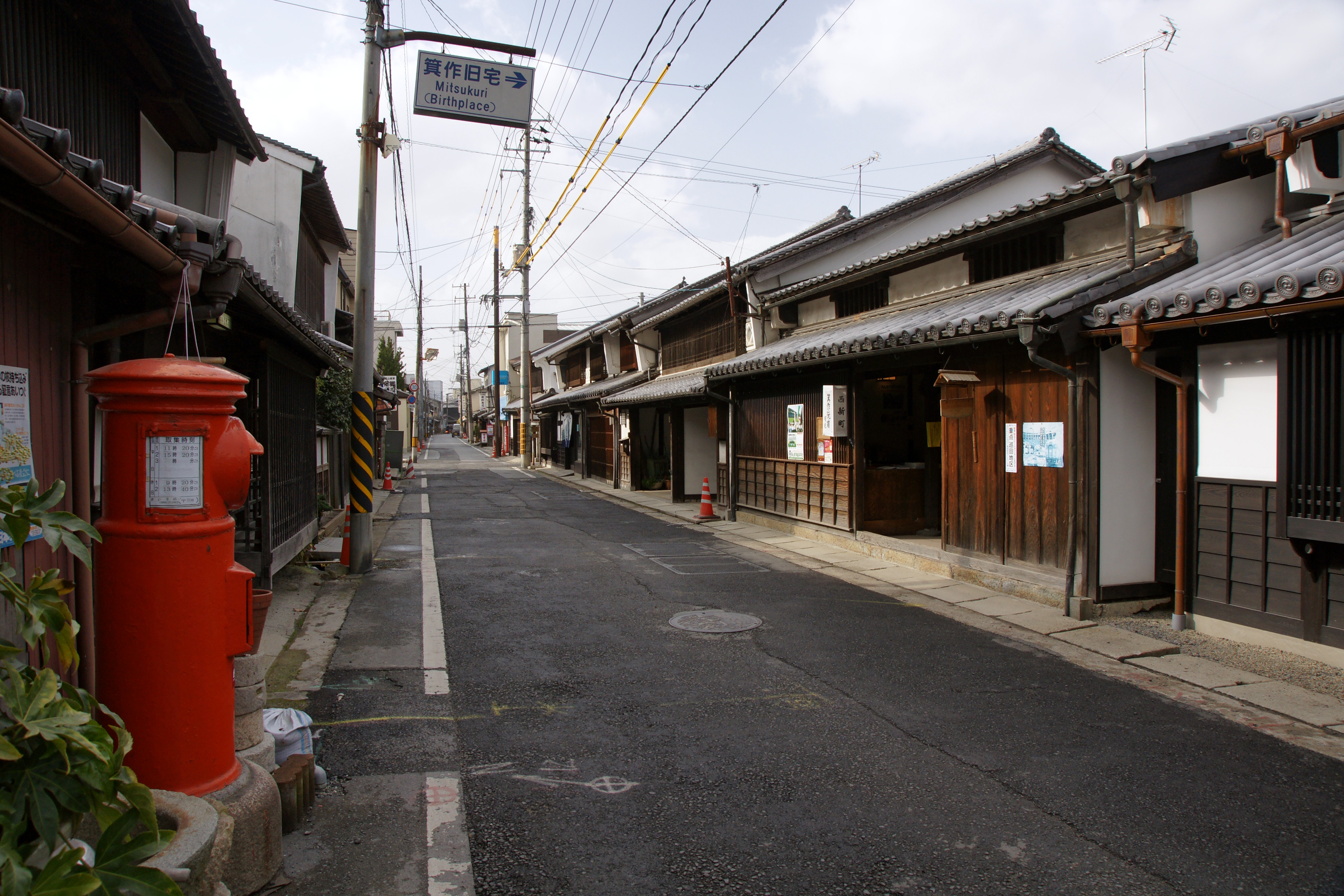
城東城鎮景觀保存地區
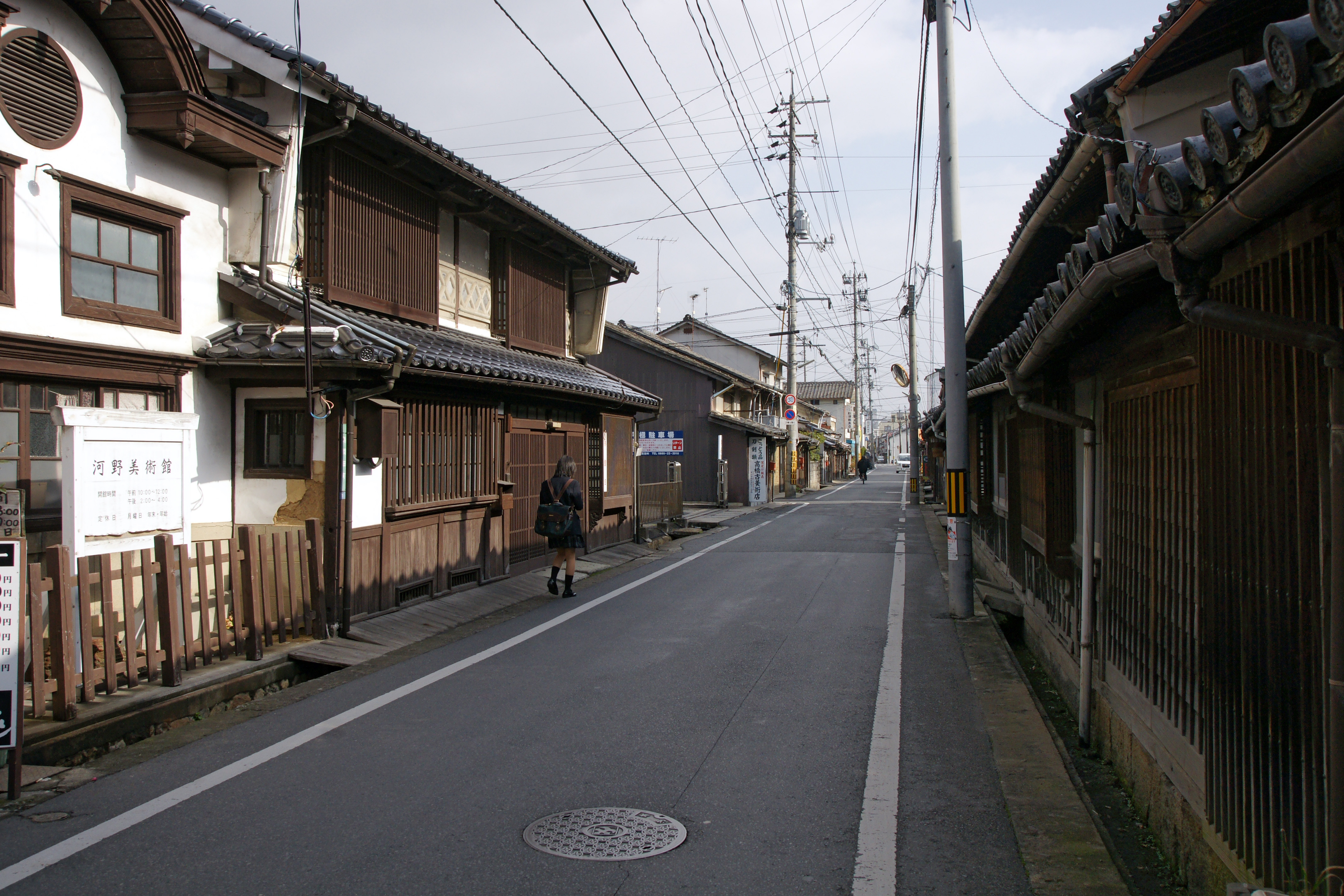
城東城鎮景觀保存地區

## 教育

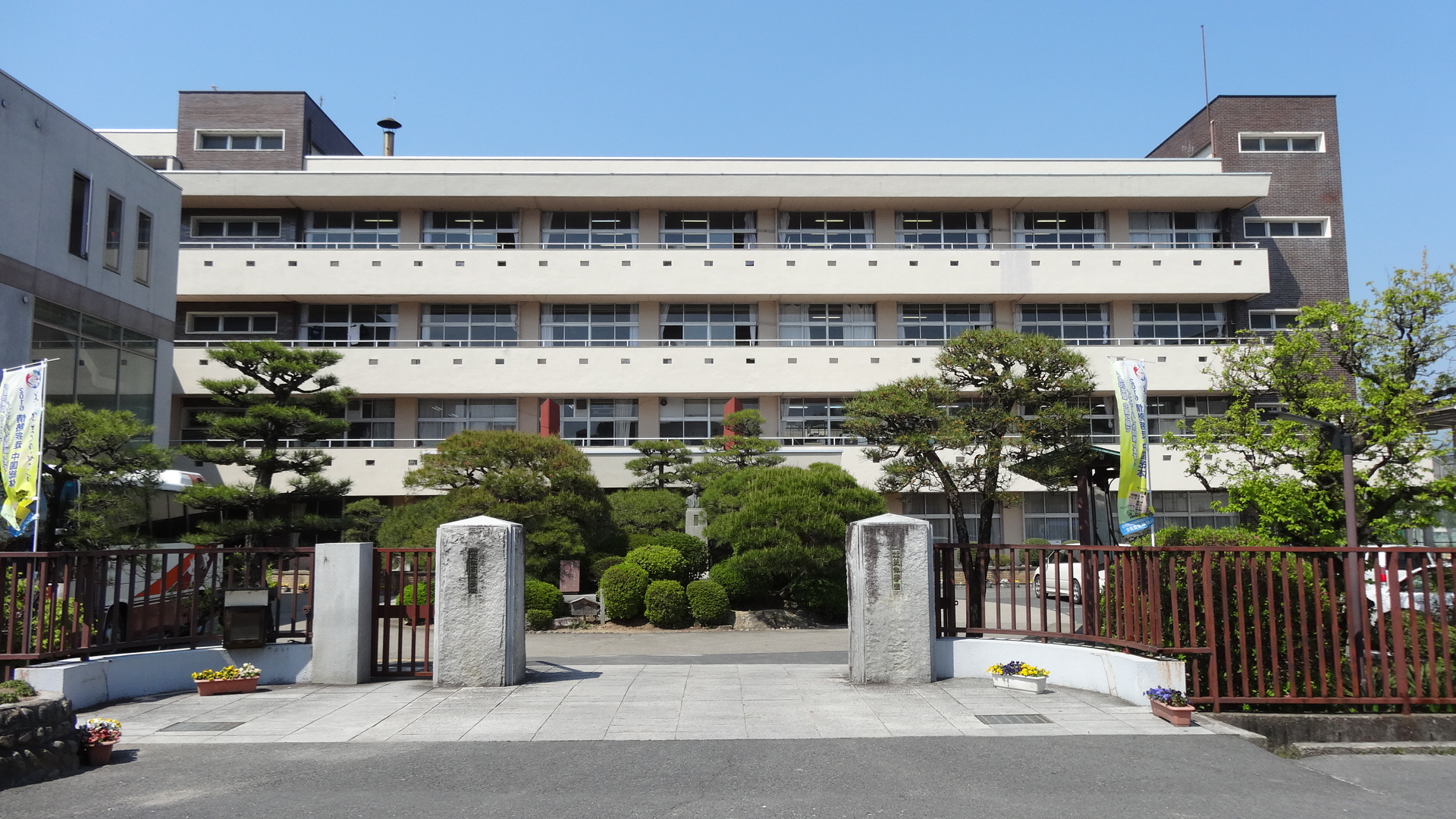
岡山縣美作高等學校

美作大學是津山市內唯一的高等教育學校，其前身可以追溯至1915年創立的「津山高等裁縫學校」，經過多次改制後，成為學校法人美作學園所經營的岡山縣美作高等學校和美作短期大學，1967年學校法人美作學園再成立美作女子大學，短期大學則在1978年與大學整併，2003年開始招生男性學生後更名為「美作大學」；目前以生活科學部為主，同時也有研究所課程。

## 姊妹、友好都市

### 日本
- 宮古島市（沖繩縣）
津山市於1965年與平良市締結為姊妹城市，平良市後於2005年合併為宮古島市。[20]
- 飯田市（長野縣）
兩地於1969年締結為市政提携都市。[20]
- 出雲市（島根縣）
兩地於1981年締結為友好交流城市。[20]
- 諫早市（長崎縣）
兩地於1981年締結為友好交流城市。[20]
- 土町（香川縣）
由於過去在19世紀中期時，小豆島上包含現在的土庄町區域曾是屬於津山藩的領地，兩地因而於1985年締結為歴史友好城市。[20]
- 可兒市（岐阜縣）
津山藩的城下町過去是由森忠政於17世紀初入主津山藩時所建，而過去兼山城（日语：金山城_(美濃国)）城下町則是由森忠政之父森可成於16世紀中期時建立；兩地因而於1995年締結為歴史友好城市。[20]

### 海外
- 圣菲（美國新墨西哥州聖塔菲郡）
兩地於1999年締結為友好交流城市。[20]

## 外部連結
- （日語） 岡山縣津山市宣傳的Facebook專頁
- （日語） 津山愛的Instagram帳戶
- （日語） 津山市觀光協會 （页面存档备份，存于）